# ليلى سفاز
ليلى سفاز، (ولدت سنة 1874 وتوفت سنة 1944) مغنية ومؤلفة اغاني تونسية. بدات مسيرتها الفنية مند فترة عشرينيات القرن الماضي اشتهرت باعادة الاغنيات الكلاسيكية ومن ثم بدأت تأليف اغانيها الخاصة.

## مسيرتها الفنية
ولدت في عائلة يهودية سنة 1874 واحتضنت ابنة اختها الفنانة حببة مسيكة واكتشفت ولعها بالموسيقى وبالتالي علمتها العزف على آلة البيانو وقدمتها للنخبة الموسيقية بالتونس العاصمة تلك الفترة. اكتسبت شهرتها بتحديث الاغنية التونسية وباعتلاءها ركح قاعة العرض بباب سويقة. اختصت بمدرسة الاغنية التونسية القديمة بما في دلك نمط موسيقى الزندالي مرافقة باوركاسترا متكونة بالاعضاء التالية
- لالو بيشيشي (قائد الفرقة وعازف عود)
- فالو الكبير (عازف كمنجة)
- خايلو الصغير (عازف كمنجة)
- مسيكة
- دايدو (عازف المزود)

انتهت حياتها بتعاسة كوصيفة لابنة اختها حبيبة مسيكة والتي احتضنتها قصد الانتقام من الاخوات شمامة. تعكرت صحتها الي حد ان أصبحت مركز للسخرية من قبل الفكاهي كي كي قيتا مؤلفا عنها مشاهد هزلية.

## تسجيلاتها
برعت في اداءها للاغنية الاندلسية وبدات التسجيل سنة 1910 ثم تعاقدت مع شركة الإنتاج باتي ماكروني اكتسبت شهرتها من خلال أغنية أماني أماني سنة 1906 و يا الاسمر سنة 1910 يصادف شهرة الاخوات شمامة. ساهم مركز الموسيقى العربية و المتوسيطية في توثيق تسجيلاتها بشركة قراوفون منها أغنية ظبى الحمى و عروبي.